# Организация Веленцаса
Организация Веленцаса (англ. Velentzas Organization, греч. Εγκληματική Οικογένεια Βελέντζα), также известная как Греческая банда (англ. Greek crew) — греко-американская преступная организация, с 1950-х годов действующая в Нью-Йорке. В период с 1980-х и до начала 1990-х годов греческая мафия занималась незаконными азартными играми в Нью-Йорке и его окрестностях. В 1992 году, после того как лидер организации Спиредон «Спиро Грек» Веленцас был признан виновным в убийстве и приговорён к пожизненному заключению, организация постепенно стала терять своё влияние.

## История
В 1950-х годах район Астория на северо-западе нью-йоркского боро Куинс стал активно заселяться эмигрантами из Греции. Тогда же в районе возникла преступная организация греков-маниотов, имевших у себя на родине репутацию свирепых и гордых воинов, практиковавших пиратство и жестокую кровную месть. По имени своего создателя и лидера, Питера «Пита Грека» Куракоса, организация стала называться клан Куракос. В 1980-х годах под руководством нового босса, Спиредона «Спиро» Веленцаса, организация сменила название и приобрела известность, контролируя довольно значительную долю незаконного игорного бизнеса, в том числе, ставки на бега, в Куинсе и Бруклине. В конце 1980-х численность группы превысила 30 членов.
Веленцас поддерживал тесные рабочие отношения с консильери нью-йоркской семьи Луккезе Кристоферо Фурнари. Семья Луккезе защищала греков, получая взамен часть их прибыли от азартных игр. Веленцас и его банда попытались расширить свой незаконный бизнес, но встретили сопротивление со стороны семьи Гамбино. ФБР, прослушиваz телефонные разговоры босса семьи Гамбино Джона Готти, зафиксировала его угрозы убить Спиро за проникновение на игорную территорию, контролируемую семьёй Гамбино.
20 июня 1992 года Веленцас был признан виновным в убийстве, ростовщичестве, азартных играх и мошенничестве с налогами, а также признан невиновным по второму обвинению в убийстве. Позже Веленцас был признан виновным в убийстве Саречо «Сэмми Араба» Нало и приговорен к пожизненному заключению. Бывший капо семьи Луккезе Питер «Толстый Пит» Чиодо, который стал информатором, признал, что передал заказ на убийство Саречо Нало, сделанный Веленцасом, солдатам Луккезе Майклу «Лысому Майку» Спинелли и Ричи «Куску» Пальяруло. Майкл Спинелли застрелил Нало 25 октября 1988 года, когда тот разговаривал по телефону с Веленцасом, споря о контроле за игорной территорией.
В июне 2022 года 86-летний Веленцас, всё ещё отбывающий пожизненный срок в федеральной тюрьме в Пенсильвании, подал ходатайство об освобождении по соображениям сострадания.
К концу 1990-х годов Фотиос Димопулос возглавил греческую банду и контролировал игорные операции в Астории (Куинс) для семьи Луккезе.
В июне 2001 года албанская Организация Алекса Рудая начала вымогать деньги у Димопулоса и напала на его соратника Антониоса Балампаниса, грекоговорящего албанца, с целью взять под свой контроль игорный бизнес греков в Астории (Куинс). Организация Рудая базировалась в Бронксе и Уэстчестере (штат Нью-Йорк) и поддерживалась семьей Гамбино. 3 августа 2001 года албанские гангстеры вошли в игорный клуб Soccer Fever и напали на греков, избив Балампаниса, который руководил клубом. Со временем Организация Рудай потеснила греческую мафию, но в 2004 году её лидеры, были заключены в тюрьму по многочисленным обвинениям в рэкете.